# Georg Ludwig Nikolaus Alefeld

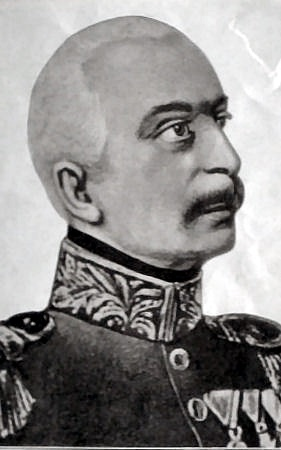
Generalmajor Georg Ludwig Nikolaus Alefeld

Georg Ludwig Nikolaus Alefeld (* 23. November 1789 in Ober-Flörsheim; † 26. Juli 1856 in Wiesbaden) war Herzoglich-Nassauer Generalmajor und General-Adjutant der Herzoglich Nassauischen Armee.

## Laufbahn
Er war der Enkel des aus Grünstadt stammenden Philosophen Johann Ludwig Alefeld und ein Sohn von Heinrich Wilhelm Julius Alefeld, dem letzten Verwalter (Amtmann) der Deutschordenskommende Ober-Flörsheim. Seine Mutter hieß Jakobine Susanne Charlotte geb. von Avemann.
Alefeld trat am 1. Oktober 1804 in das Hessen-Kasseler Regiment „Kurfürst“ als Fahnenjunker ein. Am 18. November 1806 wurde er Leutnant in der Herzoglich Nassauischen Armee. Am 1. März 1809 wurde er Oberleutnant im 1. Regiment. Die Beförderung zum Hauptmann erfolgte am 9. Mai 1810 und die zum Major im 2. Regiment am 13. Mai 1820.
In den Napoleonischen Kriegen nahm er 1806/07 als Teil der auf französischer Seite kämpfenden Rheinbund-Truppen am Krieg gegen Preußen und 1809 am Fünften Koalitionskrieg gegen Österreich teil. Von 1810 bis 1813 kämpfte er in napoleonischen Feldzügen in Spanien, wobei er bei Manresa verwundet wurde. 1813 geriet er in französische Kriegsgefangenschaft, aus der er floh.
1815 kämpfte er mit seinen nassauischen Truppen, nunmehr gegen Napoleon, in den Niederlanden und in der Schlacht bei Waterloo.
Am 2. November 1832 wurde er Oberstleutnant und am 23. März 1843 Oberst und Kommandeur des 2. nassauischen Infanterieregiments. Nach der Märzrevolution 1848 diente er als Brigadekommandeur im Feldzug in Baden und in Schleswig-Holstein. Am 18. Juni 1848 wurde er zum Generalmajor ernannt. Von 1848 bis 1850 war er General-Adjutant der Herzoglich-Nassauischen Armee.
Am 17. Juli 1850 wurde er pensioniert.

## Auszeichnungen
- Waterloo-Medaille (Nassau)
- Nassauisches Dienstehrenzeichen für Offiziere nach 25 Dienstjahren
- Militär-Wilhelms-Orden, Ritter, 4. Klasse